# Samuel Argall
Sir Samuel Argall (getauft am 4. Dezember 1580 in East Peckham, Kent; † 24. Januar 1626 vor der Küste Spaniens) war ein britisch-amerikanischer Politiker und Siedler.

## Leben
Der Ende 1580 getaufte Argall war der Sohn des Politikers Richard Argall (etwa 1533–1588) und seiner dritten Frau Mary Scott († 1598). Sein Vater starb als er nur acht Jahre alt war. Wie viele seiner Zeitgenossen kämpfte er wohl im Achtzigjährigen Krieg. Mit Hilfe familiärer Verbindungen wurde er in der Schifffahrt aktiv und wurde von seinem Cousin Thomas Smythe, einem der Leiter der Virginia Company of London, als Kapitän beauftragt.
Er wurde im späten Frühling 1609 vom Unternehmen beauftragt, über Barbuda nach Jamestown zu segeln und den dortigen Kolonisten Essensvorräte zu bringen. Allerdings entdeckte er eine kürzere Route über die Azoren und kehrte im Spätsommer zurück nach London. Im Sommer 1610 hatte er ein zweites Mal den Nordatlantik überquert und den neu ernannten Gouverneur der Kolonie Thomas West, 3. Baron De La Warr in die Kolonie gebracht. Er selbst wurde Teil des Staatsrats. Darauf versuchte er auf Bermuda Schweine zu sammeln, wurde jedoch von Stürmen nach Cape Cod getrieben. Seine dortigen Aufzeichnungen wurden 1625 von Samuel Purchas im Sammelwerk Hakluytus Posthumus or Purchas, His Pilgrimes: Contayning a History of the World, in Sea Voyages and Lande Travells, by Englishmen and Others veröffentlicht. Er beschreibt darin die Aktivitäten des Golfstroms sowie seine teils freundschaftlichen und teils feindseligen Interaktionen mit verschiedenen Indianern.
Im März 1611 brachte er den schwer malariakranken Gouverneur zurück nach London und arbeite dort mit Richard Hakluyt, William Strachey und John Smith an einer Karte der nordamerikanischen Küste, der Velasco Karte. Ein Jahr später reiste er erneut in nur 57 Tagen mit 50 Siedlern nach Virginia, wo er weiterhin an der Diplomatie mit den Indianern beteiligt war und 1613 Pocahontas als Geisel nahm. Ihre Heirat mit dem Engländer John Rolfe symbolisierte ein Jahr später das Ende des Ersten Englischen Powhatankrieges. Er beschrieb auch diese Erlebnisse in Purchas his Pilgrimes. In Kämpfen mit den französischen Kolonien überfiel er 1613 Saint Saveur, Saint Croix Island und Port Royal, wodurch er die widerstandslose britische Kolonisierung Neuenglands ermöglichte. 1614 musste er seine Handlungen vor einem Londoner Gericht verteidigen und erreichte mit Hilfe des Jesuiten Pierre Biard einen Freispruch. Dort erwarb er auch Ländereien im damals noch ländlich geprägten Walthamstow, heute einem Stadtteil Londons, und versuchte erfolglos von der East India Company angestellt zu werden. Sein weiteres Leben von 1614 bis 1617 bleibt relativ unklar. Er überquerte mehrmals den Atlantik und brachte Siedler zur Kolonie, die eine Siedlung nach ihm benannte.
Im Frühling 1617 wurde er zum Gouverneur der Kolonie in Abwesenheit von Thomas West ernannt. Wie schon seine Vorgänger Thomas Gates und Thomas Dale legte er einen hohen Wert auf eine nahezu militärische Disziplin, die ihn unter den Kolonisten unbeliebt machte, führte die drakonischsten Strafen des virginischen Gesetzbuches (Lawes Divine, Morall and Martiall) fast nie durch. Es kam zu Auseinandersetzungen mit der Virginia Company über die Verwaltung der Vorräte der Kolonie, da Argall eine von London unabhängige Kolonie schaffen wollte. Des Weiteren zerstritt er sich persönlich mit Edwin Sandys und George Yeardley, die ihn 1619 absetzten und verhaftet hätten, wenn Argall der Kolonie nicht zuvor entflohen wäre. Nur durch die Hilfe seines Freundes John Rolfe und seines Halbbruders John Bramston konnte Argall sich in England verteidigen. Allgemein wird Argalls Amtszeit als ein Desaster dargestellt. Der Historiker Seymour V. Connor verteidigt ihn hingegen, die meisten Vorwürfe seiner Gegner seien unbegründet gewesen. J. Frederick Fausz meint, dass Argalls Führung das Ende des Unternehmens und die Umwandlung Virginias zu einer Kronkolonie hervorgesehen hätte sowie einen Übergang von Dales Disziplin zu Yeardleys House of Burgesses repräsentiert hätte.
Darauf wirkte er erneut als Seefahrer, griff unter der Führung Robert Mansells die Barbaresken-Korsaren im Mittelmeer an und erlangte eine Führungsrolle an [[]]. Am 26. Juni 1622 wurde er zum Knight Bachelor geschlagen. Er war weiterhin an den Kolonien beteiligt und trat dem Council for New England bei. Auch organisierte er den Übergang Virginias zur Kronkolonie mit und kandidierte erfolglos für das Gouverneursamt. 1625 war er am Angriff auf Cádiz beteiligt und verstarb im Januar des nächsten Jahres vor der Küste Spaniens.